# インフィニティ・QX

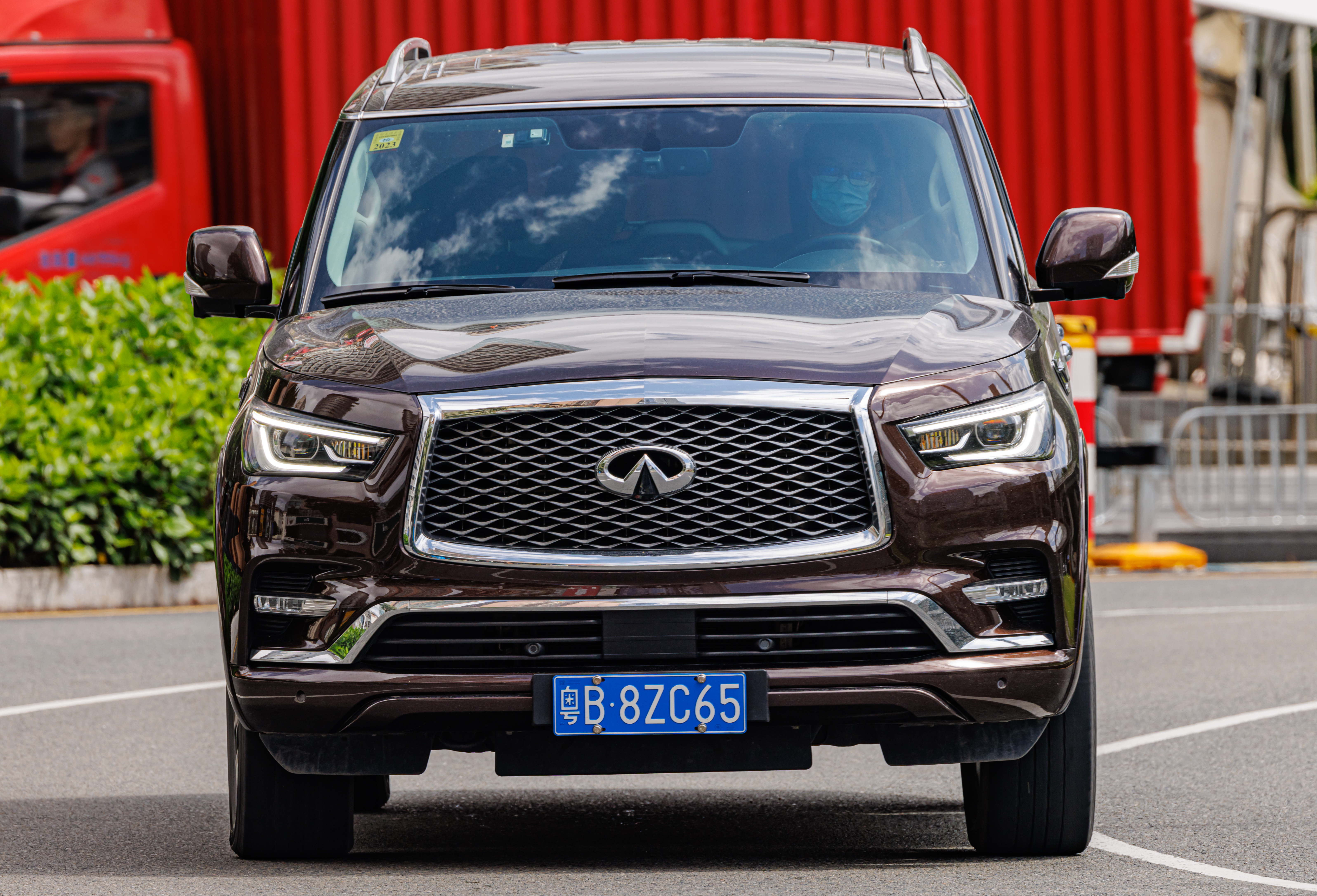
QX80

QXは、日産自動車で製造、インフィニティブランドで販売していたスポーツ・ユーティリティ・ビークル（SUV）である。
本記事では以下のモデルについて記述する。括弧内は同じ型式の日産ブランドの車種である。
- QX4（パスファインダー/テラノ/テラノレグラス）
- QX56→QX80（アルマーダ/パトロール）

以下の車種は当該記事を参照のこと。
- QX30
- QX50/QX55
- QX60
- QX70 - 「FX」より改名

## 初代 JR50型 (1996年 - 2003年)
R50型テラノ（パスファインダー）をインフィニティ向けにデザインし直したもので、インフィニティブランドとしては初のSUVである。アキュラ・SLXおよびレクサス・LX発売の約1年後となる1996年に1997年モデルとして投入された。これを日本国内向けとしたものがテラノレグラスである。
同時に北米で販売されていたパスファインダーとの違いとして、AWDシステムの機能向上、インテリアの高級化が挙げられる。ただ、高級車ではあったものの、最低地上高は211 mmで、オフロードカーとしての能力も有していた。
2列5人乗り。VG33E型 3.3リットル V6 SOHC（後期型はVQ35DE型 3.5リットル V6 DOHC）エンジンに4速ATを組み合わせる。VQエンジンは福島県のいわき工場で、車体は九州工場で生産が行われた。
テラノレグラスにあったディーゼルエンジン（QD32ETi→ZD30DDTi）はQX4には設定されず、逆にQX4のVQ35DEはテラノレグラスには設定されなかった。
2000年
2001年モデルとしてマイナーチェンジ。フェイスリフトが行われたほか、搭載エンジンがV6 3.3リットルからV6 3.5リットルに変更され、出力も125 kW (168 hp)から179 kW (240 hp)に向上した。また、タイミングベルトがタイミングチェーンと交換され、RWDモデルも追加された。さらに、時計一体型のダッシュボードや、17インチアルミホイールやキセノンヘッドランプが装備された。
2002年11月
生産を終了。
2003年
販売を終了。

## 2代目 JA60型 (2004年 - 2010年)
北米製フルサイズピックアップであるタイタンをベースとし、プラットフォームとしてF-Alphaプラットフォームが採用され、QX4よりも大型化された。3列シートの8人乗り、および2列目がキャプテンシートの7人乗りのワゴンボディーが与えられた。エンジンはVK56DE型 5.6リットル V8 DOHCエンジンで、オーバードライブ装置付き5速ATが組み合わされた。また、2005年モデルからはRWDモデルも追加された。
車体は米国ミシシッピ州のキャントン工場、エンジンはテネシー州のデカード工場にて生産された。なお、このモデルはアメリカ国内で生産された最初のインフィニティモデルである。
2004年1月
北米国際自動車ショーに出展。
2004年1月22日
生産開始。
2004年3月
販売開始。販売はアメリカ、カナダ、ロシア、バーレーン、アラブ首長国連邦、サウジアラビアのみで行われる。ライバルのレクサス・LXよりも安価であったため、LXよりも多く売れた。また、2006年にアメリカ国内でQ45の販売が終了してからはインフィニティブランドでは最も高価なモデルとなった。
2007年1月
北米国際自動車ショーに2008年モデルを出展。フロントグリルなどが変更されたほか、内装の意匠の変更や20インチアルミホイールの装備などを行い、質感の向上を図った。
2009年モデルイヤー
新色の「ディープガーネット」が追加され、オートドアロックが装備された。
2009年5月11日
2010年モデルを発表。
日本への正規輸入はなかったものの、並行輸入という形でSUV専門店・アメリカ車専門店などで販売が行われた。

## 3代目 Z62型 (2010年 - 2024年)

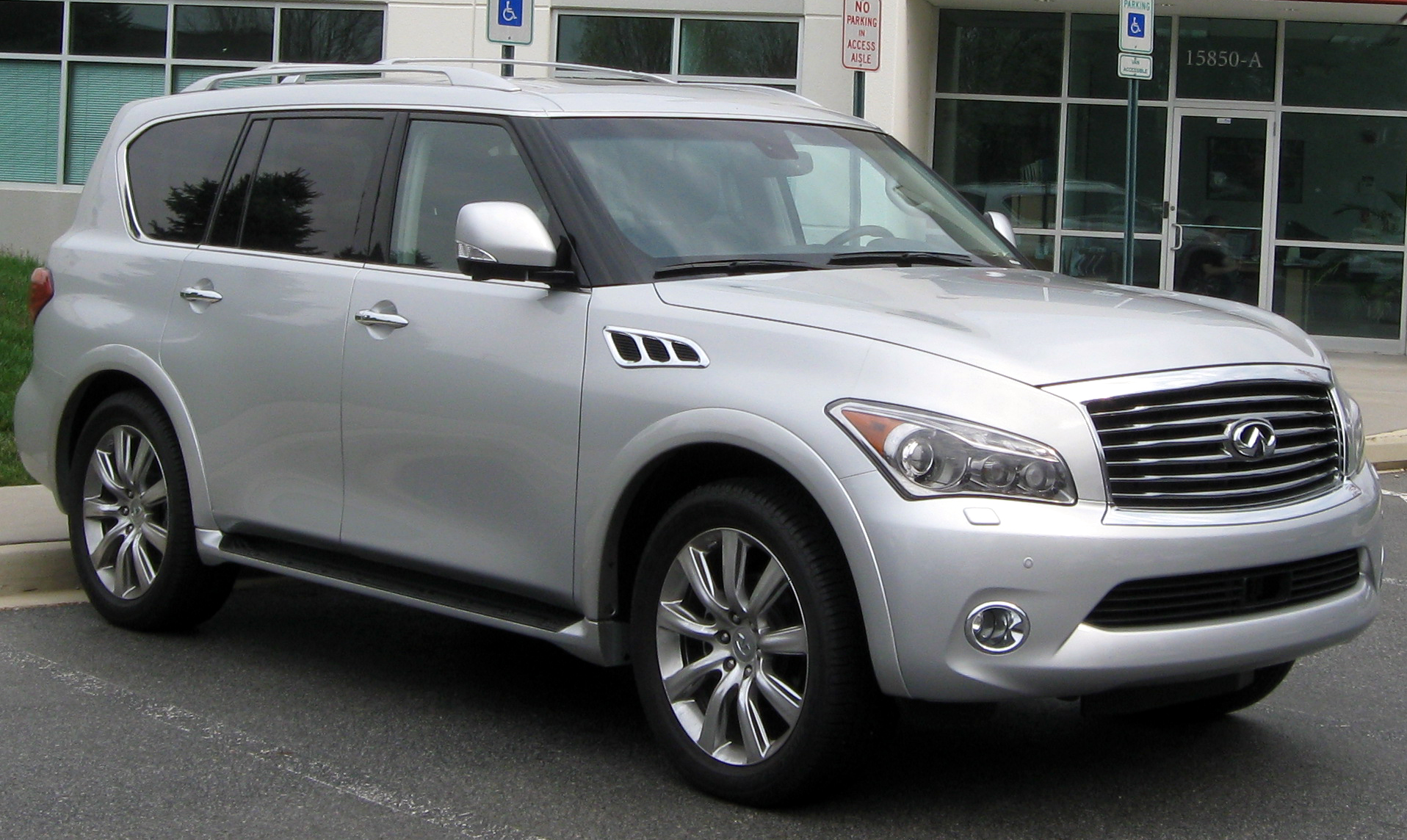
QX56 2011年モデル
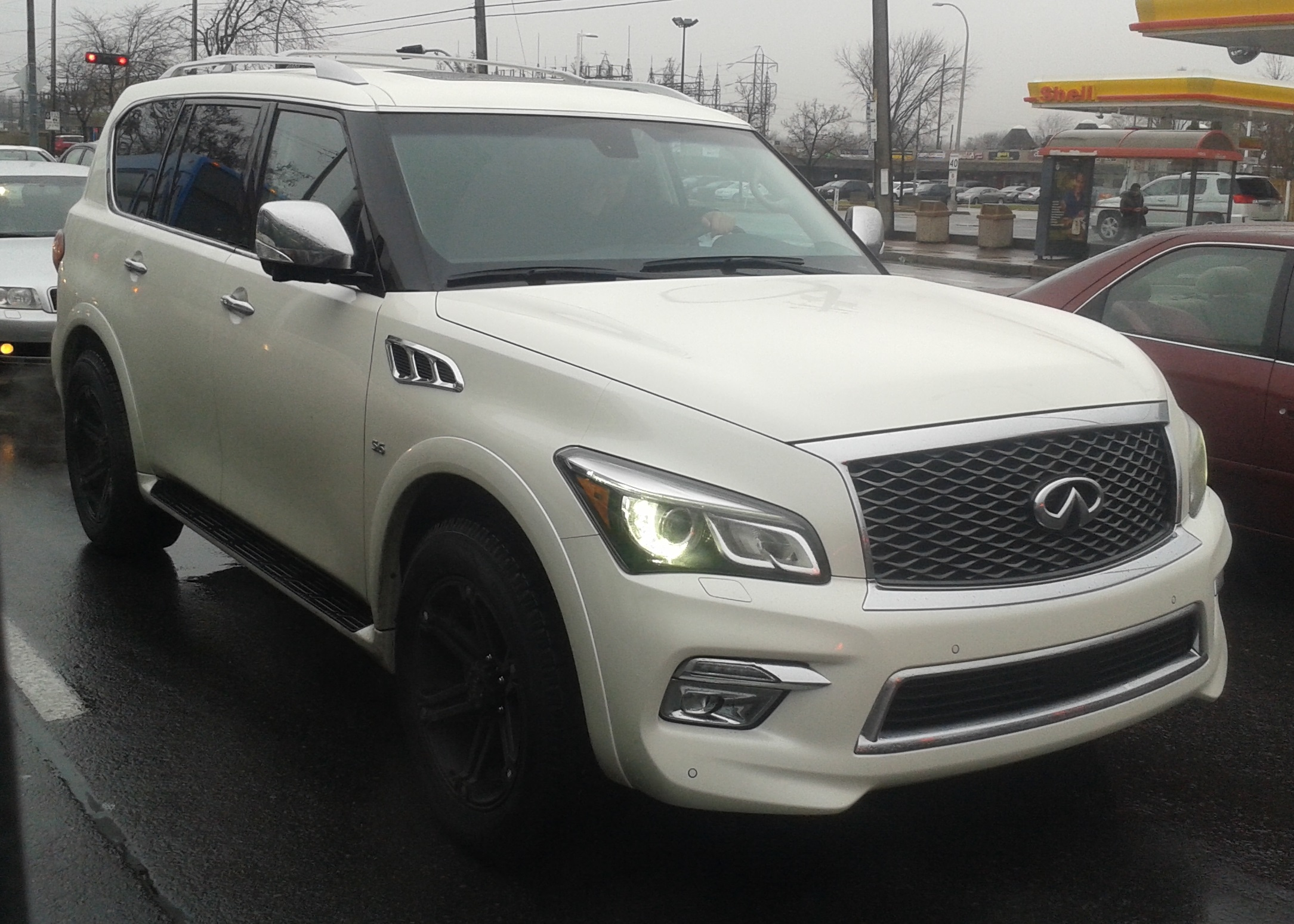
QX80 2015年モデル

2010年4月のニューヨーク国際オートショー、ならびに北京モーターショーで発表された。 
モデルは4代目パトロール（Y62型）と主要コンポーネントを共用することで、クオリティを更に向上させながら価格上昇をも抑えた。エンジンにはM56にも搭載されるVK56VDを、QXの性格に合わせ低中速トルク重視としたチューニングを施した上で搭載した。なお、このモデルから生産が日本の日産車体九州に移行されている。
2012年12月
2014年モデルより「QX80」に名称変更されることが発表された。
2014年4月
ニューヨーク国際オートショーにおいて2015年モデルを発表。前後ランプ、フロントグリルなど細部の仕様が変更された。
2017年4月
ニューヨーク国際オートショーにおいてデザインスタディモデルが「QX80モノグラフコンセプト」の名称で公開された。
2017年11月
ドバイ国際モーターショーにおいて2018年モデルを発表。モノグラフコンセプトを基礎とする大規模なフェイスリフトが実施された。
2017年12月
2018年モデルの販売を開始。
2019年10月
日本国内でもインパルを通して販売を開始。ベースは北米仕様車で灯火類などを国内の法規に合わせての販売となる。
2022年10月14日
2023年モデル発売。Amazon Alexaを車載化。また、AppleのCarPlayとUSBベースのAndroid Autoを備えた12.3インチINFINITI In Touchディスプレイを採用。ステアリングホイールには、車線逸脱警告システム用のハプティックテクノロジーを追加している。 新開発のワイヤレススマートフォン充電器が、Bose製サウンドシステムとインテリジェント・クルーズ・コントロールとともに採用される。インフィニティ・プレミアム・ケアというメンテナンスプログラムも用意し、最大3年間の点検、オイル交換、タイヤローテーションなどを無償で行う。
- QX56 2011年モデル
- QX80 2015年モデル

## 4代目 Z63型 (2024年-)
エンジンは完全新開発のVR35DDTT型が搭載される。
2024年
2024年3月20日に発表された。エンジンは完全新開発のVR35DDTT型が搭載されている。2024年7月末に北米で販売され、同年12月では中東で販売された。